# Another Side Memories〜Precious Best II〜
『Another Side Memories〜Precious Best II〜』（アナザー・サイド・メモリーズ プレシャス・ベスト・ツー）は、DEENのカップリング・ベスト・アルバム。2016年12月21日にEpic Records Japanから発売された（規格品番はESCL-4781、初回盤はESCL-4779〜80）。

## 作品の解説
アルバムとしては前作『バタフライ』から約6か月ぶり、同じコンセプトの『Another Side Memories〜Precious Best〜』からは約6年1か月ぶりのカップリング・ベスト・アルバムである。別バージョン、ライブ音源、カバーを除く2006年から2015年までの全シングルのカップリング曲を収録。『Another Side Memories〜Precious Best〜』の続編とも言うべき作品となっているが、収録曲はラストを除いて時系列とは逆順で構成されている。また、ラストには新曲「Swing in Love」が収録されている。
初回生産限定盤と通常版の2形態でリリースされており、初回生産限定盤のみ、2015年12月31日にZepp Tokyoで行われた「DEEN LIVE JOY -COUNTDOWN SPECIAL 〜マニアックナイトW('O')W Vol.2〜」のライブ映像を収録したBlu-rayとライヴフォトブックが付属されている。

## 収録曲

### CD
1. シャララ ハッピーデイ!
  - 作詞:池森秀一　作曲:山根公路　編曲:くどうたけし

44thシングル『ずっと伝えたかった I love you』のカップリング曲。アルバム初収録。
2. Crossroad
  - 作詞:池森秀一　作曲・編曲:山根公路

43rdシングル『千回恋心!』のカップリング曲。アルバム初収録。
3. ありのまま抱きしめよう
  - 作詞:池森秀一　作曲・編曲:田川伸治

42ndシングル『君が僕を忘れないように 僕が君をおぼえている』のカップリング曲。シングルバージョンはアルバム初収録。
4. Future
  - 作詞:池森秀一　作曲・編曲:山根公路

41stシングル『もう泣かないで』のカップリング曲。シングルバージョンはアルバム初収録。
5. Hello
  - 作詞:池森秀一　作曲:池森秀一・山根公路　編曲:DEEN

39thシングル『心から君が好き〜マリアージュ〜』のカップリング曲。アルバム初収録。
6. 雨がいつか上がるように
  - 作詞:樹林伸　作曲:山根公路　編曲:DEEN

39thシングル『心から君が好き〜マリアージュ〜』のカップリング曲。シングルバージョンはアルバム初収録。
7. Flower
  - 作詞:池森秀一　作曲:山根公路　編曲:DEEN

38thシングル『Brand New Wing』のカップリング曲。シングルバージョンはアルバム初収録。
8. oh Darlin'〜KAI〜
  - 作詞:池森秀一　作曲・編曲:田川伸治

37thシングル『coconuts feat.kokomo』のカップリング曲。アルバム初収録。
9. Dear Friend
  - 作詞:池森秀一　作曲・編曲:田川伸治

35thシングル『Celebrate』のカップリング曲。アルバム初収録。
10. 遠い夏の夢
  - 作詞・作曲:池森秀一　編曲:DEEN・時乗浩一郎

34thシングル『永遠の明日』のカップリング曲。アルバム初収録。
11. Sunrise Sunset
  - 作詞:池森秀一　作曲・編曲:田川伸治

4thコンセプチュアル・マキシシングル『Classics Four BLUE Smile Blue』の2曲目。
12. 僕の未来
  - 作詞:池森秀一　作曲・編曲:田川伸治

3rdコンセプチュアル・マキシシングル『Classics Three PASTEL 夢の蕾』の3曲目。
13. 光の珠 ～The shining ball～
  - 作詞:池森秀一　作曲:山根公路・田川伸治　編曲:DEEN

33rdシングル『ダイヤモンド』のカップリング曲。アルバム初収録。
14. HEARTBEAT
  - 作詞:池森秀一　作曲:山根公路　編曲:DEEN・Steve Good

32ndシングル『Starting Over』のカップリング曲。アルバム初収録。
15. Swing in Love
  - 作詞:池森秀一　作曲・編曲:田川伸治

新曲。

### Blu-ray（初回生産限定盤のみ）
DEEN LIVE JOY -COUNTDOWN SPECIAL 〜マニアックナイトW('O')W Vol.2〜

 2015/12/31 ZEPP TOKYO 
1. 晴れた空の下、きみつれて
2. 僕の未来
3. 逢いにゆくよ
4. もう一度・・・
5. 愛しい人
6. 神の雫
7. ノスタル〜遠い約束〜
8. いつかきっと・・・
9. 白い記憶
10. VIOLENT SHAKING
11. 月に照らされて
12. さよならも言わないで 〜Rain〜
13. I Break My Heart
14. 東京
15. ミラクル ボーイ!
16. ハリネズミのジレンマ
17. YOU & I
18. NEXT STAGE
19. TWELVE
20. 君にとってのスーパーマン
21. ずっと伝えたかった I love you
22. シャララ ハッピーデイ!
23. 千回恋心!